# Апеляційний суд Чернівецької області
Апеляційний суд Чернівецької області — колишній загальний суд апеляційної (другої) інстанції, розташований у місті Чернівцях, юрисдикція якого поширювалася на Чернівецьку область.
Суд здійснював правосуддя до початку роботи Чернівецького апеляційного суду, що відбулося 12 листопада 2018 року.

## Керівництво суду
Голова суду — Марчук Валерій Трохимович
Заступник Голови суду – Міцней Володимир Федорович
Керівник апарату суду – Сорохан Іван Васильович
Заступник керівника апарату суду – Котова Наталія Олександрівна
Заступник керівника апарату суду — Сторожук Уляна Євгенівна
Секретар судової палати у кримінальних справах суду – Колотило Онуфрій Олександрович
Секретар судової палати у цивільних справах суду – Яремко Василь Васильович

## Історія судоустрою і судочинства на Буковині

### Суд і судочинство на Буковині (остання чверть XVIII— початок XXст.)
На Буковині у період 1774—1914 рр. діяли судові установи, які впродовж цього періоду зазнали ряду змін, особливо після прийняття конституції Австро-Угорської імперії 1867 р.
В Галичині, до складу якої у 1786—1849 рр. входила й Буковина, було утворено три судові установи, які, поряд з крайовим судом у Львові, діяли ще в Тарново і Станіславі з 1 січня 1787 р. До Станіславського крайового суду належали Станіславський, Заліщицький, Стрийський, Тернопільський і Буковинський округи.
До середини ХІХ ст. на Буковині, як і в Галичині, для розгляду цивільних справ існували 4 крайових суди, у тому числі в Чернівцях. Кримінальні справи розглядали 8 судів з апеляційною інстанцією у Львові. Крім того, у містах діяли магістратські суди, а по селах функції правосуддя здійснювали мандатори. Суди в той час перебували на послугах державної адміністрації.
Наприкінці XVIII — першій половині ХІХ ст. на Буковині діяли домініальні суди. Згідно з циркуляром королівського Галицького губернаторства від 12 квітня 1787 р. між домініями (володіннями великих землевласників) і судами встановлювалась залежність останніх і нагляд перших. Домінії надавали право дії судам у вирішенні спірних справ, але разом з тим мали право втручатися в правові справи і впливати на їх вирішення. На основі циркуляра Галицького апеляційного суду від 12 липня 1787 р. до юрисдикції домініальних судів належали всі господарські справи, судові карні справи і політичні злочини.
До Станіславського крайового суду (створений 1 грудня 1787 р.) належали цивільні і фіскальні справи по Станіславському, Владищицькому, Стрийському, Тернопільському і Буковинському округах.
Згідно з указом цісаря Йосифа ІІ від 15 лютого 1787 р. всі кримінальні і політичні справи належали до кримінального суду і обов'язково підлягали сплаті судового мита. 13 лютого 1822 р. Галицький апеляційний суд видав циркуляр про компетенцію судів та суддів.
Аналізуючи документальні матеріали, встановлено, що оскаржити рішення суду першої інстанції будь-яка сторона судового процесу мала право впродовж 8 днів, а в торгових справах — 3 днів з дня ухвалення рішення. Про зміст оскарження сторона повинна була повідомити суд першої інстанції і подати заяву. Суд першої інстанції передавав заяву в апеляційний суд.
На основі імператорського указу від 4 лютого 1826 р. і декрету Придворної канцелярії від 10 лютого 1826 р. в буковинському краї, як і в усіх інших округах Галичини, всі кримінальні управи були відділені від цивільних управ юстиції і замість існуючого до цього часу Буковинського крайового суду створювалися два відокремлені суди:
-      для розгляду кримінальних справ усієї території Буковини — цісарсько-королівський кримінальний суд у Чернівцях;
-      для розгляду цивільних справ усіх станів Буковини і незнатних станів у Чернівцях — міський і крайовий суди.
На основі імператорського розпорядження від 8 жовтня 1853 р. в герцогстві Буковина створено Крайовий суд з колом дій, визначених чинним австрійським законодавством. Він почав діяти з 1 грудня 1853 р. До його компетенції належало провадження цивільних справ.
Для всієї Галичини один вищий апеляційний суд створено у Львові. Він був другою інстанцією для крайових судів і третьою та останньою для повітових судів, але лише з цивільних справ.
Найвищою судовою інстанцією для всієї держави був Верховний судовий і касаційний трибунал у Відні, створений цісарським патентом від  7 серпня 1850 р.
Прогресивним на той час було створення судів присяжних. 11 вересня 1849 р. імператор Франц Йосиф І видав патент про вибори присяжних судів. Контроль за виконанням цього закону було покладено на міністра внутрішніх справ і міністра правосуддя. Законом від 23 травня 1873 р. внесено ряд змін щодо дії суду присяжних та проведення виборів присяжних.
Документально підтверджено, що наприкінці 60-х років ХІХ ст. остаточно впорядковано систему судочинства на Буковині. Закон від 11 червня 1868 р. проголошував створення окремих органів судової влади. Вони набували чинності з 30 серпня 1868 р. Нижчою судовою інстанцією визначено повітові суди в Дорні, Гура-Гуморі, Кимполунзі, Кіцмані, Радівцях, Сторожинці, Сучаві, Вижниці, Заставні. Для військовослужбовців існували окремі військові суди трьох інстанцій: військовий суд, вищий військовий суд і Верховний військовий трибунал.
На Буковині були створені спеціальні суди, які розглядали спірні питання з підприємницької діяльності, промислового виробництва, торгівлі. Конфлікти між підприємцями і робітниками, а також робітниками одного і того ж підприємства вирішував Чернівецький промисловий суд, заснований у 1896 р. У Чернівцях діяв також третейський суд кас взаємодопомоги, гірничих товариств, а також комерційний суд.
Всі судді проголошувалися незалежними і призначалися імператором довічно. Суддями могли бути австрійські громадяни чоловічої статі, які мали вищу юридичну освіту, і після 3-річної практики успішно склали письмовий і усний іспити.

### Відновлення суду присяжних за Конституцією Австрії 1867 року та його правовий статус на Західноукраїнських землях
28 лютого 1867 р. з ініціативи імператора Франца-Йосифа були прийняті два закони, на підставі яких Австрійська імперія була трансформована в дуалістичну монархію Австро-Угорщину. Серед українських земель австрійська влада поширювалася на Галичину та Буковину, а угорська — на Закарпаття. 21 грудня 1867 р. Австрійський рейхсрат затвердив австро-угорську угоду та нову Конституцію.
Австрійська конституція складалася з п'яти конституційних законів, одним із яких був Основний державний закон про судову владу. У його ст. 11 було встановлено правову норму, за якою кримінальні справи про тяжкі злочини та злочини політичного характеру, а також вчинені шляхом друку, повинні були вирішувати суди присяжних. Звісно, вона не могла одразу вступити в дію, адже на той час в Австро-Угорщині не існувало судів присяжних. Відтак була потреба в прийнятті спеціального закону, який би їх утворив і визначив організаційно-правові та процесуальні основи діяльності цих органів.
9 березня 1869 р. в Австрії було прийнято закон про введення суду присяжних, який був спрямованим на реалізацію конституційних положень про відновлення діяльності суду присяжних. У преамбулі цього документа зазначалося: «для виконання положень ст. 11 конституційного закону про судову владу від 21 грудня 1867 р. ще перед вступом у дію нового кримінально-процесуального кодексу, приймаючи до уваги зафіксовані у скарзі проступки і злочини, за згодою обох палат імператорської ради оголошується розпорядження про наступне…». Отож, можна вважати, що потреба у відновленні суду присяжних була настільки істотною, що тогочасний законодавець вирішив прийняти спеціальний закон ще до прийняття нового КПК, яке відбулося 23 травня 1873 р.
Відповідно до § 16 Закону про введення суду присяжних 1869 р. суд присяжних складався із судової палати і дванадцяти присяжних (лава присяжних). Судова палата складалася із голови і двох суддів, а якщо розглядалася справа про злочин, за який передбачалося покарання більше як п'ять років позбавлення волі, то чотирьох суддів, та секретаря судового засідання. Голова Вищого крайового суду призначав на строк одного року заступника голови, суддів і двох запасних суддів до складу палати в суді присяжних з числа суддів відповідного суду, при якому функціонував суд присяжних.
Голова суду першої інстанції зазвичай головував на засіданнях суду присяжних. Це вказувало на важливість інституту суду присяжних у тогочасній судовій системі. На момент прийняття закону про введення суду присяжних 1869 р. судова система Австрії була доволі складною. Крім загальних судів, діяли різноманітні спеціалізовані суди (торговельні, промислові, військові тощо). Система загальних судів складалася з чотирьох ланок: повітові суди, крайові та окружні суди, вищі крайові суди, Навищий касаційний трибунал у Відні. З-поміж названих судових органів суди присяжних діяли при крайових і окружних судах, адже саме їм були підвідомчі справи, вирішення яких потребувало участі присяжних.
Сесія суду присяжних відбувалася, як правило, раз у три місяці, проте Вищий крайовий суд був уповноваженим визначати за потребою частіше проведення сесій суду присяжних (§ 17 Закону 1869 р.). На кожне засідання суду присяжних викликалися визначені у службовому списку 36 присяжних, із числа яких відбиралися дванадцять необхідних присяжних, які займали лаву присяжних в кожній окремій кримінальній справі (§ 18 закону 1869 р.).
Суд повинен був повідомити кожному відповідачеві прізвища членів судової палати, запрошених на суд присяжних, і список 36 присяжних не пізніш як за три дні перед днем, коли мало відбутися судове засідання (§ 19 закону 1869 р.).
Відповідно до § 20 закону про введення суду присяжних 1869 р. безпосередньо перед початком судового засідання на закритому засіданні суду присяжних у присутності позивача, потерпілого, відповідача і його захисника, а також запрошених присяжних відбувалася процедура формування лави присяжних. Вона починалася після перевірки присутності присяжних секретарем. Якщо хтось із присяжних не з'явився, голова доповнював їх кількість до 36 осіб. Він ставив на місце відсутніх присяжних таку ж кількість запасних присяжних, причому в тій послідовності, в якій відбувалося виймання прізвищ запасних присяжних з урни.
Закон про введення суду присяжних 1869 р. не містив норм стосовно вимог до присяжних і порядку складання їх списків, залишивши в дії норми попереднього законодавства. У Буковині до списків присяжних у 1869 р. входило 300 осіб, у 1871 р. — 339, у 1875 р. — 324. В числі цих присяжних перебували такі авторитетні тогочасні особистості як Василь Волян, Антон Кохановський, Йозеф Помпе, Костянтин Томащук та ін. Отож, норми нового закону на західноукраїнських землях почали діяти у тому ж 1869 р. на відміну від правобережних українських губерній Російської імперії, де суди присяжних утворювалися значно повільніше.
Паралельно з Австрією в 1869 р. суди присяжних були утворені також і в Угорщині, однак їх компетенція обмежувалася тільки кримінальними справами про злочини, вчинені шляхом друку. Відтак можна вважати, що суди присяжних у Галичині, Буковині та Закарпатті були відновлені майже одночасно. Таким чином, трансформація Австрійської імперії у дуалістичну монархію викликала необхідність відновлення правових інститутів, ліквідованих в часи неоабсолютизму. До них, безперечно, належав суд присяжних, значення якого в тогочасній правовій системі підтверджували і окрема стаття про нього в Конституції 1867 р., і прийняття у 1869 р. спеціального закону про введення суду присяжних. Зміст згаданого документа цілком відповідав тогочасним європейським стандартам (насамперед французькому КПК 1808 р.) судівництва за участю присяжних. Він чітко розподілив процесуальну компетенцію між палатою (професійними суддями) та лавою (присяжними), а також надав відповідні гарантії сторонам судового процесу. Згодом закон про введення суду присяжних 1869 р. було кодифіковано до складу австрійського КПК 1873 р. без істотних змін у змісті статей.

### Суд на Буковині у складі Румунії (1918—1940рр.)
Судоустрій і судочинство на Буковині в період її перебування у складі Румунії мало досліджені у вітчизняній історико-правовій науці.
З перших днів румунської влади на Буковині почалось перетворення існуючої у краї судової системи на зразок тієї, яка діяла у старому королівстві. Вже 19 грудня 1918 р. королівським Декретом на Буковину було поширено румунське законодавство про судоустрій. У краї була встановлена п'ятирівнева судова система, яка складалась із мирових судів, трибуналів, апеляційних палат, суду присяжних і вищої палати касації та правосуддя. Однією з найбільш гострих була проблема мови здійснення судочинства. Румунська влада намагалася надати офіційність румунській мові як мові судочинства. Але це зустріло опір з боку місцевих суддів і адвокатів. Тому 27 червня 1920 р. румунський уряд схвалив ультимативне рішення про обов'язкове володіння румунською мовою особами, які беруть участь у здійсненні судочинства.
Всіх працівників судових органів краю було зобов'язано зробити це до 1922 р. За законом 1924 р. румунська влада отримала можливість звільняти всіх суддів, які не здійснювали судочинство румунською мовою.
Найвищою судовою інстанцією в Румунії була вища палата касації та правосуддя. Загальні основи її діяльності регламентувалися законом про уніфікацію й організацію судочинства від 24 червня 1924 р. і спеціальним законом від 19 грудня 1925 р. про палату касації та правосуддя. Вона стала касаційною інстанцією для Буковини.
До палати касації та правосуддя входили: прим-президент, три секційні президенти та 50 радників. Розглядалися справи касаційною палатою у трьох секціях. До першої та третьої секції входило по 18 радників, до другої — 14. У першій секції розглядалися справи з цивільних і виборчих скарг, до юрисдикції другої секції належали кримінальні та митні справи.
Вища палата касації та правосуддя розглядала звернення про конституційність чи неконституційність нормативно-правових актів. Розгляд таких звернень вона здійснювала тільки на спільному засіданні секцій, а прийняті з даного питання рішення були обов'язковими для виконання і не підлягали оскарженню.
До складу палати запросили трьох представників з Буковини на посади радників-доповідачів у справах, що надходили від Буковини. Ними стали: Е. Мандічевскі з 1919 р. (1 секція), К. Кіселіца з 1919 р. (2 секція), О. Беляну з 1919 р. (3 секція).
Найвищою апеляційною судовою інстанцією для Буковини до 1918 р. була апеляційна палата, яка знаходилась у Львові. Та після окупації румунськими військами Чернівців припинились всі зв'язки з нею, що призвело майже до повного паралічу судової системи краю на вісім місяців. З метою нормалізації діяльності судової системи у краї Фердинанд I видав декретозакон від 14 травня 1919 р. «Про створення апеляційної палати Буковини» (набрав чинності 25 травня 1919 р.).
Офіційно палата розпочала роботу 14 липня 1919 р. Спочатку вона була створена у складі однієї секції. 23 грудня 1925 р. був призначений склад 2-ї секції апеляційної палати. З 1 січня 1926 р. під юрисдикцією апеляційної палати Буковини опинились 7 трибуналів і 34 загальні суди.
Апеляційна палата мала загальну юрисдикцію щодо розгляду будь-яких справ. Розглядала справи як у першій інстанції (про порушення податкового законодавства, законодавства про монопольне становище держави, законодавства про вибори), так і в апеляційному порядку (апеляційні скарги на рішення та вироки судів загальної юрисдикції та трибуналів). Складність її роботи полягала в тому, що вона мала застосовувати різне законодавство, яке діяло у повітах (для Буковини — австрійське до 1938 р., коли була проведена повна уніфікація законодавства у всіх галузях; для Бессарабії — російське законодавство до уніфікації 1928 р.; для Дорогойського повіту — законодавство «Старого Королівства»). Рішення або вироки апеляційної палати могли бути оскаржені у вищій палаті касації та правосуддя Румунії. В серпні 1938 р. у складі апеляційної палати була створена ще й «кримінальна секція» (замість існуючих судів присяжних).
Другою судовою інстанцією у краї були трибунали. Спочатку їх було 2, а з 1924 р. — 5.
Найнижчою судовою ланкою на Буковині були місцеві суди загальної юрисдикції (сільські, міські та змішані). Кількість місцевих судів на Буковині у міжвоєнний період не була стабільною та постійно змінювалася залежно від наявності коштів у державному бюджеті. Закон про уніфікацію судочинства 1924 р. (ст. 3) залишив поділ судів загальної юрисдикції на сільські, міські та змішані. До складу кожного суду входили один або декілька суддів, помічники суддів, судові секретарі та судові службовці, кількість яких для кожного суду визначалася Міністерством юстиції окремо.
На території Буковини у 1928 р. діяло 24 суди загальної юрисдикції. Зміни в роботі судів загальної юрисдикції відбулись із прийняттям закону про організацію судочинства 1938 р. Згідно з ст. 2 цього закону суди поділялися на громадські (комунальні) та мирові. Громадські суди організовували свою діяльність під контролем і наглядом мирових судів.
Окремою ланкою судової системи був суд присяжних (у юридичній літературі того часу використовувалася ще назва «палата присяжних»). Він був уповноважений виносити вердикти у справах про тяжкі злочини, а також політичні делікти й злочини у сфері засобів масової інформації. Порядок їх організації та діяльності визначався законом про організацію судочинства 1924 р. і спеціальними регламентами про організацію роботи суду присяжних 1921, 1925, 1936 рр.
До складу суду присяжних входили три представники суддівського корпусу, серед яких головуючий мав бути радником апеляційної палати, два судді відповідного трибуналу, і 12 присяжних (за регламентом 1936 р. — 9 присяжних). Присяжними могли бути призначені громадяни Румунії, які досягли 25 років, були дієздатними, освіченими та з річним прибутком не менше 1500 лей.
Суд присяжних проводив по три сесії на рік, кожна з яких тривала не більше 10 днів, а за рішенням голови суду присяжних вона могла бути продовжена ще на п'ять днів. Міністром юстиції могли бути призначені позачергові сесії суду присяжних для розгляду невідкладних справ. За поданням міністра юстиції суди присяжних могли працювати на постійній основі.
Суд присяжних приймав свої рішення (вердикти) шляхом голосування. Рішення вважалося схваленим, якщо більшість, тобто сім присяжних, проголосували «за». У випадку паритету рішення вважалося прийнятим на користь обвинуваченого. Розгляд кримінальних справ у палаті присяжних був відкритим, крім випадків, передбачених законом, усним, постійно діючим до кінця розгляду справи та винесення вердикту, крім проведення маленьких перерв. Вердикти суду присяжних могли бути оскаржені до Чернівецької апеляційної судової палати або вищої палати касації та правосуддя Румунії.
Судова система, яка діяла на Буковині у міжвоєнний період, характеризується також існуванням спеціалізованих судів: трудового, військового й адміністративного.
Закон про трудові суди був прийнятий 15 лютого 1933 р. Ст. 74 передбачала створення трудового суду й для Буковини у Чернівцях. Розпочав він свою роботу 6 липня 1933 р.
Трудові суди створювалися з метою розгляду трудових спорів між суб'єктами трудових правовідносин. До їх юрисдикції належали справи, які стосувалися трудових контрактів і договорів, питань оплати праці, часу відпочинку, стажування, відшкодування завданих збитків, припинення трудових відносин, охорони праці, соціального захисту працівників. Згідно зі ст. 11 трудові суди розглядали також цивільні позови, сума яких не перевищувала 50000 лей.
Військовий суд на Буковині створений у листопаді 1918 р. при восьмій румунській дивізії, яка дислокувалася в Чернівцях. Юрисдикція військового суду з моменту створення розповсюджувалася на всі правопорушення, які могли загрожувати національній безпеці, скоєні військовослужбовцями або цивільними громадянами.
На момент створення військовий суд Буковини керувався кодексом військового судочинства 1875 р. (із внесеними змінами від 28 грудня 1916 р.). Судова реформа 1924 р. обмежила компетенцію військових судів, залишивши в їх юрисдикції лише справи, в яких фігурували військовослужбовці та території, де був запроваджений стан облоги (такий стан облоги на території Буковини з невеликими перервами діяв під час усього міжвоєнного періоду). Новий кодекс військового судочинства був прийнятий 20 березня 1937 р. Військовий суд на Буковині перетворився у військовий трибунал.
Реформа військового судочинства 1937 р. значно розширила компетенцію військових трибуналів. Більшість справ, які розглядалися Чернівецьким трибуналом у міжвоєнний період, в основному стосувалися незаконного володіння зброєю, дезертирства, крадіжок, скоєних військовослужбовцями, бандитизму, проведення комуністичної пропаганди, несанкціонованих зборів громадян, прояву зневаги до королівської влади та румунської мови.
Особливе місце в судовій системі міжвоєнної Румунії займали адміністративні суди. До зародження інституту адміністративної юстиції у Румунії причетні й буковинські юристи, серед яких Ераст Тарангул — професор юридичного факультету Чернівецького університету. Саме вони запропонували створити спеціальні адміністративні ревізійні комісії у кожній провінції Румунії з правом здійснення контролю за діяльністю місцевих органів публічної влади. У 1939 р. адміністративні ревізійні комісії були перетворені в адміністративні суди.
Противники формування адміністративної юстиції обґрунтовували свої погляди відсутністю у конституційних актах Румунії 1923 р. і 1938 р. норм, які передбачали б створення таких органів. Незважаючи на це, адміністративні ревізійні комісії були створені в більшості румунських провінцій, а однією із перших така комісія з'явилася на Буковині у 1923 р. На адміністративні палати покладалося здійснення судочинства з питань, що стосувалися діяльності місцевих органів влади. Право подати скаргу до адміністративної палати на діяльність або бездіяльність місцевих органів влади мали фізичні та юридичні особи. Адміністративна палата могла скасовувати повністю або частково рішення місцевих органів влади, прийняті всупереч законодавству, та притягувати до дисциплінарної відповідальності представників органів місцевої влади.

## Реквізити
Апеляційний суд Чернівецької області
| Адреса                                                                |
| 58002 м. Чернівці, Центральна площа, 9 вул. Емінеску, 4               |
| Вебсайт:                                                              |
| http://cva.court.gov.ua [Архівовано 8 травня 2017 у Wayback Machine.] |

## Розклад роботи
| Пн-Пт            |
| з 08:30 до 17:00 |
| Перерва          |
| з13:00 до 13:30  |